# Lollipop (песня Chordettes)
«Lollipop» («Леденец на палочке») — песня, наиболее известная в исполнении американской гёрл-группы Chordettes.
Песня была написана Джулиусом Дикссоном и Беверли Росс. Первым исполнителем стал дуэт «Рональд и Руби» (где девушкой под псевдонимом Руби была сама Беверли Росс). Вскоре песня была перепета группой Chordettes.
Обе записи вышли отдельными синглами в 1958 году. Версия Рональда и Руби достигла в США первой двадцатки. Версия Chordettes же не только достигла в США в Billboard Top 100 2 места и в ритм-н-блюзовом чарте того же журнала «Билборд» 3 места, но и стала хитом по всему миру, в частности, поднявшись на 6 место в Великобритании.

## История
В тот день Джулиус Дикссон опоздал на сессию по написанию песен с Беверли Росс. Он объяснил, что леденец на палочке (англ. lollipop) прилип в волосах его дочери и из-за этого он опоздал. Росс так вдохновило слово «lollipop», что она села за пианино и, не вставая из-за него, сочинила первую версию песни. Потом она записала демозапись с Рональдом Гуммом, 13-летним соседом Диксона. Дуэт был назван Рональд и Руби. (Мать Росс настояла на том, чтобы девушка по соображениям безопасности взяла псевдоним, так как мальчик был негром.)
(Также по причине того, что они были разных рас, они потом с этой песней не выступали на телевидении.)
Запись попала к RCA Records, и Диксон, кто спродюсировал это демо и являлся владельцем мастер-записи, согласился, чтобы лейбл её выпустил. Версия Рональда и Руби поднялась до 20 места в США.
Потом песня была перепета американским женским вокальным квартетом Chordettes. Их версия достигла в США 2 места.
В Великобритании также была популярна версия группы The Mudlarks, которая достигла 2 места. Ещё одной популярной версией была перепевка Бобби Ви, изданная в 1961 году.